# JWH-198
JWH-198，是一种萘甲酰基吲哚类JWH大麻素，分子式C26H26N2O3，可作为大麻素受体的激动剂，其对CB1受体的结合能力比萘环上少一个甲氧基的JWH-200强四倍左右。